# Мманкгоди
Мманкгоди (англ. Mmankgodi) — населённый пункт сельского типа на юго-востоке Ботсваны, на территории округа Квененг.

## Географическое положение
Деревня расположена в юго-восточной части округа, примерно в 35 км от столицы страны, города Габороне и в 30 км от границы с ЮАР.

## Население
По данным переписи 2011 года население деревни составляет 6947 человек.
Динамика численности населения деревни по годам:
| 1991 | 2001 | 2011 | 2013 |
| ---- | ---- | ---- | ---- |
| 4093 | 4997 | 6947 | 7350 |